# Lhor
Lhor település Franciaországban, Moselle megyében. Lakosainak száma 145 fő (2022. január 1.). Lhor Guinzeling, Insviller, Lostroff, Loudrefing, Munster és Torcheville községekkel határos.

## Népesség
A település népességének változása:
| Lakosok száma | 195  | 163  | 160  | 144  | 134  | 134  | 134  | 137  | 140  | 145  |
|               | 1968 | 1982 | 1990 | 2006 | 2013 | 2015 | 2017 | 2019 | 2020 | 2022 |